# Parti républicain libéral (États-Unis)
Pour les articles homonymes, voir Parti républicain libéral.
Le Parti républicain libéral (Liberal Republican Party) est un parti politique américain organisé en 1872 pour s'opposer à la réélection du président Ulysses S. Grant lors de l'élection présidentielle américaine de 1872. Le candidat du Parti républicain libéral pour cette élection était Horace Greeley, rédacteur-en-chef du New-York Tribune, qui remporte 43,8 % des voix au vote populaire. Le parti a disparu après cette élection.